# Lycosoides
Lycosoides es un género de arañas araneomorfas pertenecientes a la familia Agelenidae. Se encuentra en la Cuenca del Mediterráneo y el Cáucaso.

## Especies
Según The World Spider Catalog 12.0:
- Lycosoides caparti (de Blauwe, 1980)
- Lycosoides coarctata (Dufour, 1831)
- Lycosoides crassivulva (Denis, 1954)
- Lycosoides flavomaculata Lucas, 1846
- Lycosoides instabilis (Denis, 1954)
- Lycosoides lehtineni Marusik & Guseinov, 2003
- Lycosoides leprieuri (Simon, 1875)
- Lycosoides parva (Denis, 1954)
- Lycosoides subfasciata (Simon, 1870)
- Lycosoides variegata (Simon, 1870)